# Social ingenjörskonst
Social ingenjörskonst är ett begrepp inom sociologin, där ett arbete med att genom lagstiftningsarbete, beskattning, samhällspolitiska beslut, planering, utbildning och andra samhälleliga insatser försöka åstadkomma en omdaning av samhället. 
Uttrycket har använts sedan sekelskiftet 1900,
men gjordes populärt av Karl Popper i boken Det öppna samhället och dess fiender. Popper menade att en total omstöpning av samhället, vad han kallade utopian social engineering, oundvikligen skulle leda till katastrof. Popper förespråkade stegvisa reformer där varje steg kunde utvärderas och misstag rättas till. Detta kallade han piecemeal social engineering.
Termen social ingenjörskonst liknar politikern vid en ingenjör. Den utgår ifrån en lite äldre samhällsvetenskaplig tradition (traditionen från Durkheim och framåt) som såg samhället och dess medborgare som en statisk enhet som genom ett slags ingenjörskonst kunde modelleras enligt samma principer som man inom naturvetenskaperna hanterar och experimenterar med materia. 
På senare tid[när?] har termen, såväl politiskt som inom samhällsvetenskapen och humanistiska vetenskaper, via hänvisningar till enstaka, omdebatterade verk, fått en något negativ värdeladdning. Den används mest för att beskriva ett historiskt förhållningssätt.
På svenska kopplas termen historiskt ihop med skapandet av den svenska välfärdsstaten eller "folkhemmet" samt den dithörande modernismen. Dåliga bostäder, tuberkulos, arbetslöshet och fattigdom skulle undanröjas via omfattande bostadsprojekt, hygien, hembesök av distriktssköterskor, upplysning via radioprogram till allmänheten eller folkbildning.  Namn som brukar nämnas i detta sammanhang är Gunnar och Alva Myrdal, och deras skrift Kris i befolkningsfrågan från 1934, där de förespråkade omfattande sociala reformer inom mödravård och barnavård. Även andra större sociala reformer, i stil med den svenska skol- sjukvårds- och pensionsreformen, eller uppförandet av det så kallade miljonprogrammet brukar räknas hit.